# Moyuka Uchijima
Moyuka Uchijima (内島 萌夏 Uchijima Moyuka?, n. 11 august 2001, Kuala Lumpur, Malaysia) este o jucătoare profesionistă de tenis din Japonia. Cea mai bună clasare a sa la simplu este locul 47 mondial, în mai 2025, iar la dublu, locul 96 mondial, în iunie 2025. A câștigat treisprezece titluri la simplu și unsprezece la dublu pe circuitul ITF. Este actuala jucătoare japoneză nr. 1.